# Флаг Парижа
Флаг Парижа, наряду с гербом, является официальным символом Парижа, столицы Франции.
Флаг Парижа представляет собой прямоугольное полотнище, разделённое пополам по вертикали традиционными цветами Парижа, синим и красным, оба из которых также присутствуют на гербе Парижа. Синий цвет отождествляется со святым Мартином Турским, который считается покровителем Парижа. Красный цвет олицетворяет святого Дионисия, а также символизирует огонь домашних очагов и пламя французских сердец.
Цвета флага Франции происходят от флага Парижа и Королевского флага, имевшего белую окраску. Флаг Франции в сегодняшнем виде появился во время Великой французской революции как символ единства короля и Парижа.